# Aidia moluccana
Aidia moluccana är en måreväxtart som beskrevs av Colin Ernest Ridsdale. Aidia moluccana ingår i släktet Aidia och familjen måreväxter.
Artens utbredningsområde är Moluckerna. Inga underarter finns listade i Catalogue of Life.